# Alabán Ferenc
Alabán Ferenc (csehül és szlovákul: František Alabán) (Guszona 1951. február 25. – ) szlovákiai magyar irodalomtörténész, irodalomtudós, egyetemi tanár.

## Élete
1966-tól 1969-ig járt a Füleki Gimnáziumba, ott is érettségizett. Az ELTE, Bölcsészettudományi Karon szerzett diplomát 1974-ben, magyar és szlovák nyelv és irodalom szakon, majd a nyitrai Pedagógiai Főiskola (ma: Konstantin Filozófus Egyetem) Magyar Nyelv és Irodalom Tanszékén kezdett tanítani. 1990–1993 között tanszékvezető, ezen belül 1992-től az Akadémiai Szenátus elnöke, 1993-tól 1996-ig dékánhelyettes volt.
Kandidátusi értekezését 1984-ben védte meg a pozsonyi Comenius Egyetemen. 1997-ig dolgozott Nyitrán, majd a besztercebányai Bél Mátyás Egyetemen akkoriban létrehozott Hungarisztikai Tanszékének vezetője és professzora lett. 2004–2005 között az egyetem Filológiai Karának dékánja, a Hungarisztika Tanszék 2016-ban történt megszüntetéséig annak vezetője volt. 2016 óta a Selye János Egyetem, Tanárképző Karának egyetemi tanára.
Kutatási területe a magyar irodalom, irodalomelmélet és -történet, kisebbségi magyar irodalmak, komparatisztika. Az 1970-es évek közepétől a 2010-es évek elejéig jelentek meg magyar nyelvű írásai, kritikái az Irodalmi Szemle oldalain, valamint a csehszlovákiai magyarság kulturális folyóiratában, az 1996-ban megszűnt Hétben.

## Tagságai[2]
- 1984-től: Szlovákiai Magyar Írók Társasága, Pozsony
- 1988-tól: Magyar Nyelv és Irodalom Nemzetközi Társasága, Budapest
- 1988-tól: Magyar Professzorok Világtanácsa
- 1989-től: Berzsenyi Dániel Irodalmi és Művészeti Társaság, Kaposvár
- 2000-től: MTA Köztestülete, Budapest

## Főbb művei
- A csehszlovákiai magyar irodalomkritika válogatott bibliográfiája. 1948–1974 (507-530.)
- Mű és érték. A csehszlovákiai magyar kritika 25 éve / vál.: Szeberényi Zoltán, összeáll.: Alabán Ferenc Bratislava : Madách Kiadó ; Budapest : Szépirod. Kiadó, 1976
- Folytatás és változás. Tanulmányok; Madách–Szépirodalmi, Bratislava–Bp., 1984 (Főnix füzetek)
- Szöveggyűjtemény a régi magyar irodalomból a kezdetektől a barokkig (Antológia staršej mad'arskej literatúry od začiatkov po barok) szerk.: Alabán Ferenc – Nyitra : Pedagogická fakulta, 1992
- Irodalomközelben. Tanulmányok és kritikák; Pedagogická fakulta, Nitra, 1992
- Irodalmi és nyelvészeti tanulmányok (Literárne a jazykovedné štúdie) szerk., bev.: Alabán Ferenc Nyitrai Pedagógiai Főiskola Humán Tudományok Kara Hungarisztika Tanszék (Vysoká škola pedagogická v Nitre Fakul.) 1993
- Két költő nyomában. Az élményekben születő költői valóság (Cselényi László és Tőzsér Árpád költészetéről, tanulmány, 1995)
- Az irodalom lehetőségei. Tanulmányok és kritikák; Lilium Aurum, Dunaszerdahely, 1996
- Az irodalomértés horizontjai. Tanulmányok az irodalom lényegéről és értelmezéséről; Univerzity Mateja Bela fak. Katedra ugrofínskych a baltských jazykov, Banská Bystrica, 2000
- Recepcia hodnôt v literatúre a jazyku : zborník príspevkov z medzinárodnej konferencie : 4. októbra 2000 Univerzita Mateja Bela v Banskej Bystrici Filologická fakulta Katedra ugrofínskych jazykov – Banská Bystrica : Univ. Mateja Bela Filologická fak. Katedra ugrofínskych jazykov, 2001
- Interpretáció és integráció. Irodalmi összefüggések világában (tanulmány, 2002)
- Az irodalom kontextusai. Az irodalom fordításáról és tanításáról; Univerzity Mateja Bela Filologická fak. Katedra hungaristiky, Banská Bystrica, 2002
- Irodalmi értékek és sajátosság. Értelmezések és reflexiók (tanulmány, 2003)
- Az identitás és az irodalmi érték kontextusai (tanulmány, 2009)
- Az emancipált kontextus. Irodalom, integráció, identitás (tanulmány, 2010)
- Hungarológia és önismeret (tanulmány, 2012)
- Fordítás és nyelvi kultúra (tanulmány, 2014)
- A kulturális identitás metamorfózisai; Selye János Egyetem, Komárom, 2016
- A valóság irodalmi motívumai. Tanulmányok a szlovákiai magyar irodalomról I.; Selye János Egyetem, Komárom, 2017
- Az irodalomértés táguló területei. Reflexív irodalomelméleti értekezés az irodalomértés horizontjairól; GlobeEdit, Saarbrücken, 2017
- Önismeret és világlátás. Tanulmányok a szlovákiai magyar irodalomról II. Identitást formáló motívumok és változások a szlovákiai magyar irodalomban; Selye János Egyetem, Komárom, 2018